# Ludo Mayer

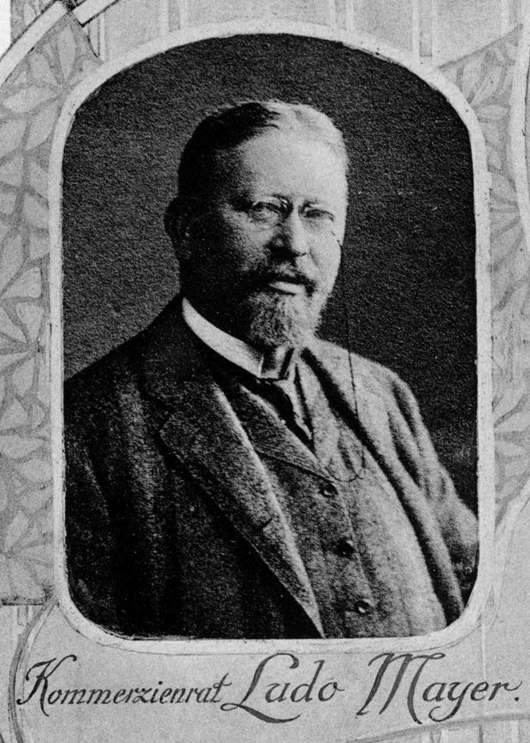
Ludo Mayer, 1907

Ludwig Ludo Mayer (* 28. April 1845 in Offenbach am Main; † 14. September 1917 in Bad Nauheim) war ein deutscher Lederfabrikant, Kommerzienrat und Mäzen.
Mayer gilt als einer der Pioniere der Chromgerbung in Deutschland.

## Leben und Wirken

### Unternehmertum
Mayer trat nach der Beendigung seiner Schulzeit 1860 in das von seinem Vater Julius Mayer zusammen mit Josef Feistmann gegründete Unternehmen Lederwerke Mayer & Feistmann ein. Er absolvierte zunächst die praktische Lehre, um sich umfassende Kenntnisse des Gerbens anzueignen. Seine anschließende kaufmännische Lehre verbrachte er bei einer Frankfurter Bank. Um seine Ausbildung zu vervollständigen, ging er 1866 nach London. 1869 trat er in Paris als Mitarbeiter in die Firma Chakele ein, um dort die Herstellung von Glanz-Chevreauleder zu erlernen, welches zu dieser Zeit nur in Paris produziert wurde.
Nachdem Feistmann mit seinen Söhnen 1868 ein eigenes Unternehmen gründete und aus der Firma ausstieg, kehrte Mayer 1870 nach Offenbach zurück und wurde bei seinem Vater Mitinhaber des Unternehmens, welches ab dann unter J. Mayer & Sohn firmierte. Im Gegensatz zu anderen deutschen Fabrikanten erkannte Mayer die große Bedeutung der 1892 in den USA erfundenen Chromgerbung und löste im Werk die bis dahin praktizierte Alaungerbung ab. Hierzu beschäftigte er Gerbermeister aus den USA und entsendete eigene Mitarbeiter dorthin, um das Verfahren zu perfektionieren.
Sein unternehmerischer Weitblick ließ das Unternehmen zu einem der bedeutendsten der europäischen Lederwarenindustrie werden. Mitte der 1920er Jahre war es auf seinem Gebiet eines der größten Werke Europas. 1200 Mitarbeiter verarbeiteten täglich rund 20.000 Ziegenfelle zu farbigen und schwarzen Chrom-Glanz-Chevreau-Leder. Die Produkte genossen weltweit einen guten Ruf.

### Mäzenatentum
Die unternehmerische Tätigkeit Mayers war begleitet von sozialer Einstellung und einem hohen künstlerischen Sinn. So geht das von Hugo Eberhardt erbaute Verwaltungsgebäude von J. Mayer & Sohn auf seine Anregung zurück. Der Reinertrag eines mit der Übergabe des neuen Gebäudes verbundenen Verkaufstages von 66.000 Goldmark kamen der Tuberkulose- und Säuglingsfürsorge zugute. Dies entspricht rund 452.188,– Euro nach heutiger Kaufkraft.

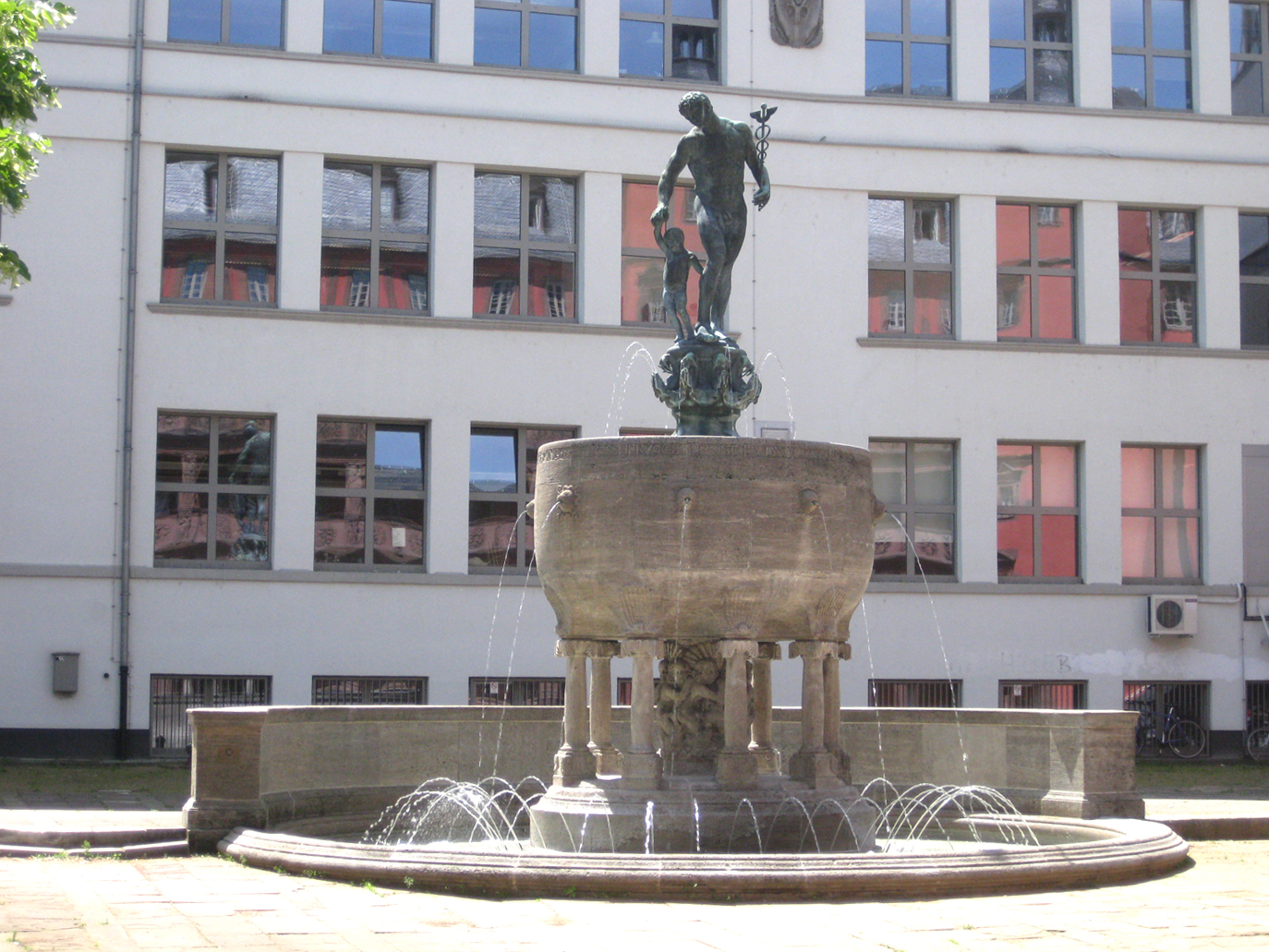
Ludo-Mayer-Brunnen

Für einen in der heutigen Zeit seinen Namen tragenden Brunnen stiftete Mayer 1907 zunächst 50.000 Mark. Da der Brunnen vor dem Isenburger Schloss aufgestellt werden sollte und die damalige Umgebung des neuen Denkmals nicht ausreichend würdig erachtet wurde, stiftete Mayer weitere 150.000 Goldmark zum Ankauf der Häuser auf dem Schlossplatz, um so Platz für den Neubau der Technischen Lehranstalten, der heutigen Hochschule für Gestaltung Offenbach am Main zu schaffen. Die Gesamtsumme entspricht rund 1.477.195,– Euro nach heutiger Kaufkraft.
Ebenso wurden durch seine Spendenfreudigkeit die künstlerische Ausgestaltung der öffentlichen Lesehalle im Isenburger Schloss als auch die Errichtung einer Orgel in der neu erbauten Synagoge ermöglicht. Um wirtschaftliche Nöte der Hinterbliebenen seiner Mitarbeiter zu erleichtern, gründete er 1899 einen Witwen-und-Waisen-Pensionsfonds, dem er 1907 weitere 100.000 Goldmark (entsprechend 738.597,– Euro bei heutigem Wert) zuführte. Zudem stellte er wiederholt Hugo Eberhardt erhebliche Summen zur Verfügung, um wertvolle Stücke für die Sammlung zum Aufbau des Deutschen Ledermuseums zu erwerben.
Mayer wendete darüber hinaus finanzielle Mittel mannigfaltigen Einrichtungen zu; so führen ihn beispielsweise das Liebieghaus und die Johann Wolfgang Goethe-Universität Frankfurt am Main als Mäzen. Schließlich war Mayer darüber hinaus dafür bekannt, dass er in aller Stille allen gab, die sich persönlich um Hilfe an ihn wandten.

### Familie und Tod

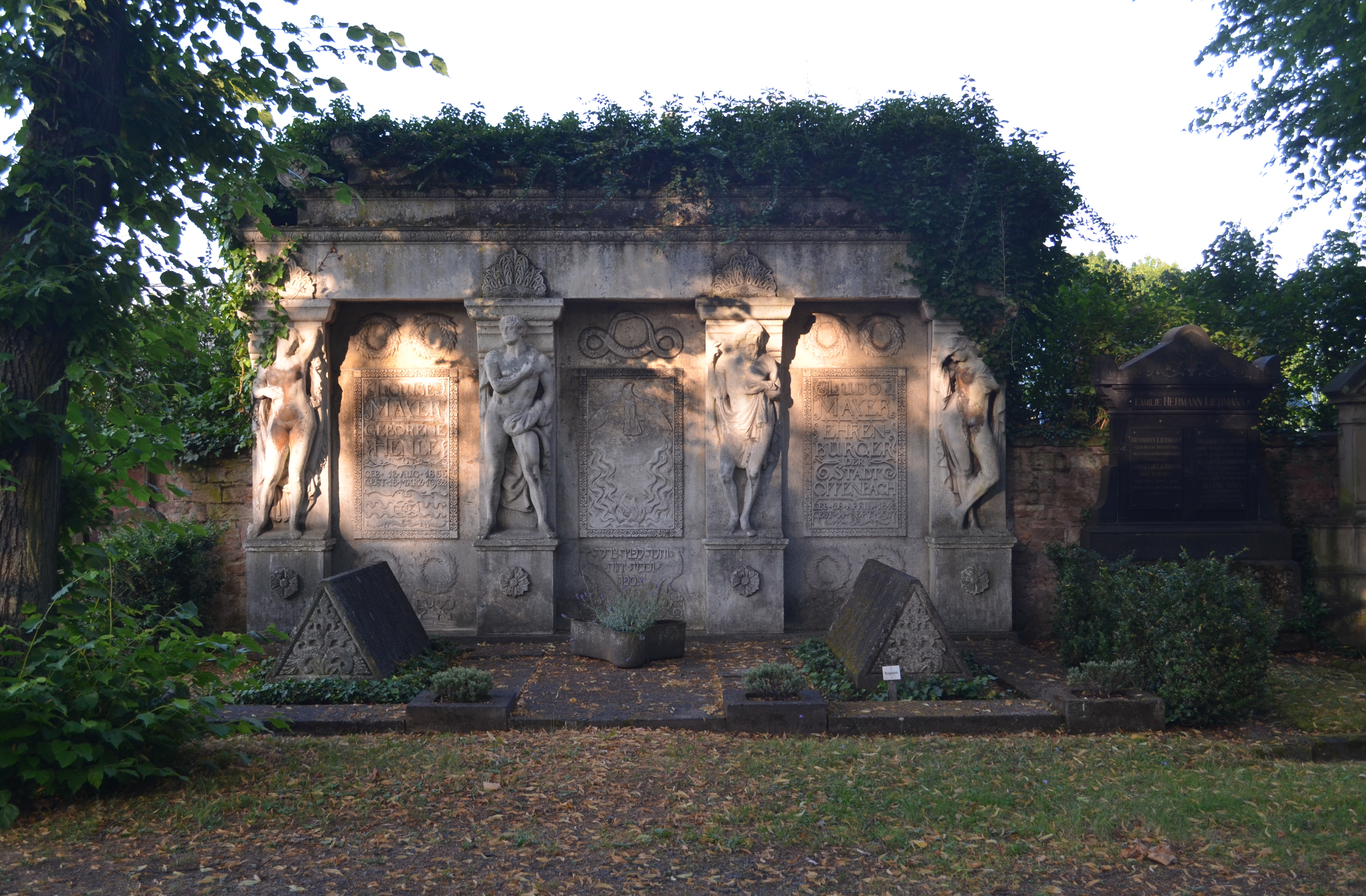
Grab Ludo Mayers

Mayer war mit Louise Mayer, einer geborenen Henle, verheiratet. Das Paar hatte keine Kinder.
Mayer starb anlässlich eines Kuraufenthalts 1917 in Bad Nauheim. Die vom damaligen Oberbürgermeister Andreas Dullo unterzeichnete Todesanzeige endete mit dem Satz: „Er war Offenbachs größter Wohltäter.“ Dies fand seinen Widerhall in der Beteiligung der Bevölkerung bei seinem Begräbnis. Als sich der Leichenzug bewegte, soll sich in Offenbach kein Rad gedreht, kein Schornstein geraucht haben. Ludo Mayers Grab befindet sich auf dem Alten Friedhof in Offenbach.
Zur Erinnerung an ihren Gatten stiftete die Witwe Mayers das Gemälde Taufe Christi des Künstlers Giovanni Battista Crespi dem Städel Museum.

## Würdigungen
- 25. November 1905: Ernennung zum Kommerzienrat durch den hessischen Großherzog Ernst Ludwig[5]
- 13. Juli 1907: Verleihung des Ritterkreuzes I. Klasse des Verdienstordens Philipps des Großmütigen[5]
- 2. Juni 1909: Ernennung zum Geheimen Kommerzienrat durch den hessischen Großherzog[5]
- Juli 1911: Benennung einer Straße in Offenbach am Main nach Ludo Mayer[6]
- 19. März 1913: Verleihung des Komturkreuzes II. Klasse des Verdienstordens Philipps des Großmütigen[5]
- 28. April 1915: Ehrenbürgerwürde der Stadt Offenbach am Main
- 7. Juli 1917: Verleihung des Komturkreuzes I. Klasse des Sterns von Brabant[5]
- 1918: Umbenennung des Erst-Ludwig-Brunnens in Ludo-Mayer-Brunnen